# Scotti Hill
Scotti Hill (né Scott Lawrence Skocypec le 31 mai 1964 à Manhasset dans l'Etat de New York), est un des guitaristes du groupe de rock américain Skid Row.
Il était aussi dans le groupe Ozone Monday avec le chanteur Shawn McCabe, le guitariste actuel de Skid Row Dave Sabo et le bassiste Rachel Bolan, et l'ancien batteur de Skid Row Rob Affuso.